# Kaskasatjåkka
Kaskasatjåkka, nordsamiska Gaskkasčohkka, är ett högfjäll norr om Kebnekaisemassivet i norra Lappland. Dess högsta topp ligger 2 071 meter över havet, vilket gör toppen till Sveriges fjärde högsta punkt (efter Kebnekaises Nord- och Sydtoppen samt Sarektjåkkå).

## Beskrivning
Toppen ligger cirka tre kilometer rakt norr om fjällstugorna och forskningsstationen i Tarfaladalen. Den bestegs 1880 första gången av kartografen Wilhelm Bucht, och den första bestigningen vintertid gjordes 1920 av H.N. Pallin och P. Spiess.

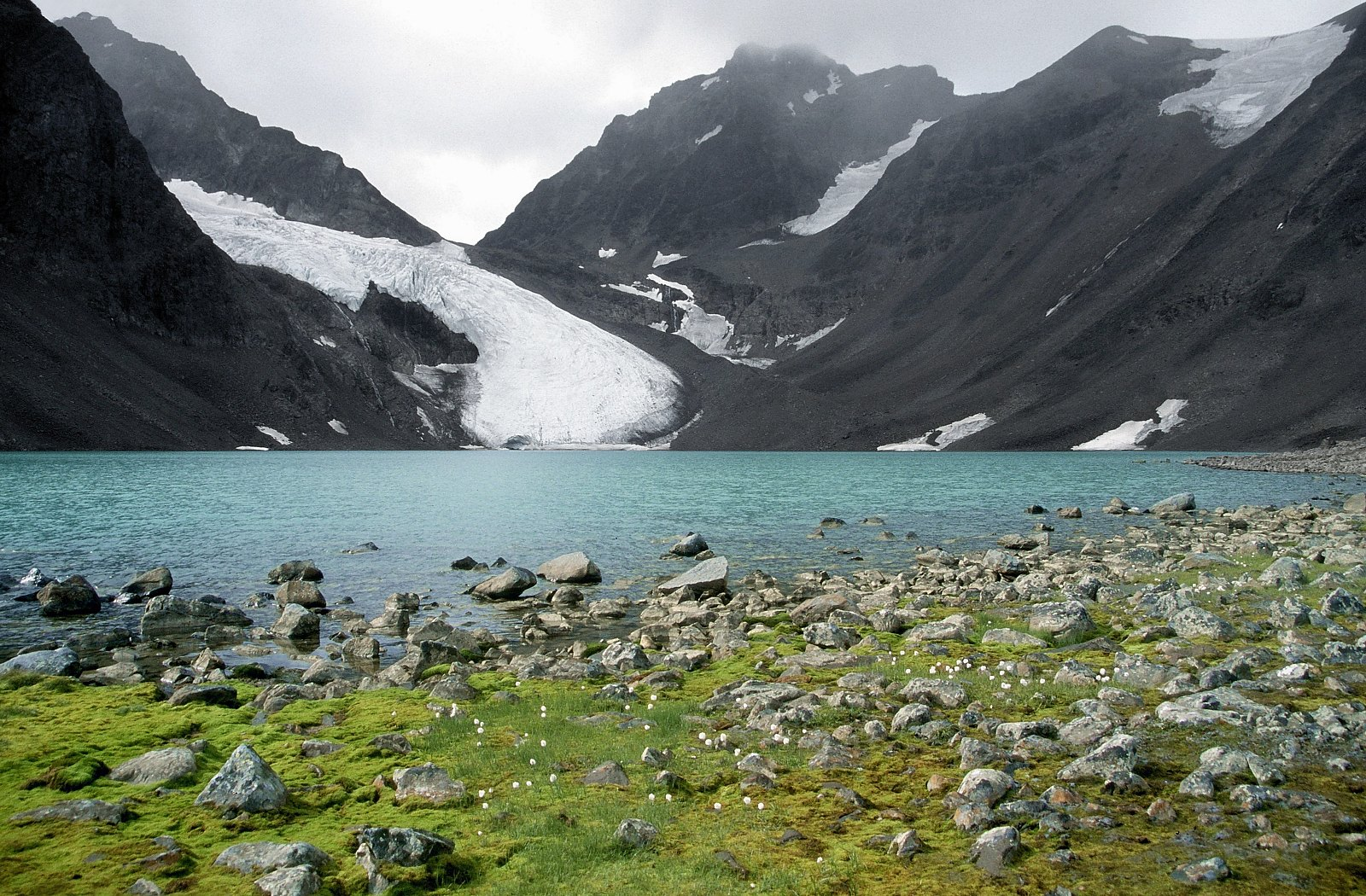
Kebnepakteglaciären med dess glaciärsjö Tarfalasjön. Till höger om glaciären syns Kaskasatjåkkamassivet, med Kaskasapakte ovanför bildens mitt. Något längre österut, till höger om bildens kant, finns toppen på dess systerberg Kaskasatjåkka.

Kaskatjåkkas topp är en utbredd platå som är snötäckt större delen av året. Från toppen har man en vid vy över Tarfaladalen och Kebnekaisemassivet. I bergsmassivet finns också den mer svårklättrade Kaskasapakte, en sidotopp på 2 040 m ö.h.

## Källhänvisningar
1. 1 2 3  "Kaskasatjåkka". Summitpost.org. Läst 15 november 2014. (engelska)
2. ↑  "Kaskasapakte". Summitpost.org. Läst 15 november 2014. (engelska)